# Bongao

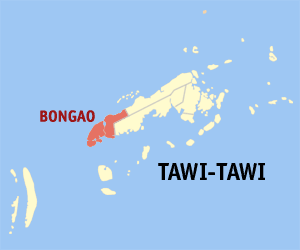
Karte von Tawi-Tawi mit der Lage von Bongao

Bongao ist eine Gemeinde auf den Philippinen der 2. Einkommensklasse der Provinz Tawi-Tawi.

## Barangays
Bongao ist politisch in 35 Barangays unterteilt.
| - Ipil - Kamagong - Karungdong - Lakit Lakit - Lamion - Lapid Lapid - Lato Lato - Luuk Pandan - Luuk Tulay - Malassa - Mandulan - Masantong | - Montay Montay - Pababag - Pagasinan - Pahut - Pakias - Paniongan - Pasiagan - Bongao Poblacion - Sanga-sanga - Silubog - Simandagit - Sumangat | - Tarawakan - Tongsinah - Tubig Basag - Ungus-ungus - Lagasan - Nalil - Pagatpat - Pag-asa - Tubig Tanah - Tubig-Boh - Tubig-Mampallam |